# Reserva Río Valdez
La Reserva Río Valdez (français : réserve de Río Valdez) est une zone naturelle protégée située dans la province de Terre de Feu, en Argentine, située au sud-est du lac Fagnano.

## Histoire
La réserve est créée par la loi provinciale no 600 du 5 décembre 2003 en tant que réserve provinciale à usages multiples,. Elle fait partie du Sistema Provincial de Áreas Naturales Protegidas (SPANP) établi par la loi provinciale no 272 en 1996, qui comprend six zones naturelles protégées pour la conservation des écosystèmes de la province.
En 2010, elle risquait d'être supprimée en tant que réserve naturelle afin d'étendre la zone urbaine de la municipalité de Tolhuin, selon un projet présenté par un législateur, mais l'initiative n'a pas été couronnée de succès. L'InFueTur (Instituto Fueguino de Turismo), la Fundación Vida Silvestre, la Fundación Ambiente y Recursos Naturales (FARN) et la Fundación para la Conservación y el Uso Sustentable de los Humedales (Fundación Humedales) ont exprimé leur opposition par le biais de lettres envoyées aux législateurs,,.

## Caractéristiques
Située dans une zone de forêts andines-patagoniennes, elle a une superficie de 3 277 ha. Au nord, elle est délimitée par le lac Fagnano ; la limite ouest est définie principalement par le río Valdez puis par le ruisseau Tumbadero ; à l'est, elle est délimitée par la zone urbaine de Tolhuin et au sud par le parallèle 54° 38' 40 S.12.
Elle dispose d'un important réseau de routes accessibles depuis la route nationale 3, car la région a été utilisée dans le passé pour l'exploitation forestière. Un tronçon de l'ancienne route nationale 3 longe la rive du lac Fagnano, une route qui mène à la Laguna del Indio. La lagune Aguas Blancas se trouve au sud-est de la réserve ; la route d'accès mène au point de vue de la colline Jeujepén, d'où l'on a une vue panoramique de la réserve. On y trouve également des parcelles de démonstration d'essais de gestion forestière montrant les résultats de différents traitements sylvicoles.